# Jimmy Shea
Jimmy Shea, celým jménem James Edmound Shea Jr. (* 10. června 1968 West Hartford) je bývalý americký skeletonista.
Pochází ze sportovní rodiny: jeho dědeček Jack Shea získal dvě zlaté medaile v rychlobruslení na Zimních olympijských hrách 1932, otec Jim Shea Sr. startoval na olympiádě 1964 v běhu na lyžích a severské kombinaci. Od roku 1988 žil Jimmy v Lake Placid a věnoval se jízdě na bobech a saních, v roce 1995 se stal členem americké reprezentace skeletonistů. Jako první Američan v historii vyhrál závod Světového poháru, v celkové klasifikaci byl nejlépe třetí v sezónách 1998/99 a 2000/01. Na mistrovství světa ve skeletonu získal zlatou medaili v roce 1999, stříbrnou v roce 1997 a bronzovou v roce 2000. Na domácí olympiádě 2002 v Salt Lake City skládal Shea za sportovce olympijský slib; závod skeletonistů se konal na olympiádě poprvé od roku 1948 a Shea v něm zvítězil o pět setin sekundy před Rakušanem Martinem Rettlem. Sportovní kariéru ukončil v roce 2005, žije s manželkou a dvěma dcerami v Park City a vede nadaci na podporu dětského sportu.